# Olesa de Montserrat
Olesa de Montserrat település Spanyolországban, Barcelona tartományban. Lakosainak száma 24 677 fő (2024).

## Földrajza
Olesa de Montserrat Abrera, Esparreguera, Vacarisses és Viladecavalls községekkel határos.

## Közlekedés
A település az FGC vasúttársaság Llobregat–Anoia-vasútvonala vonalán fekszik, melyen Barcelona is könnyedén megközelíthető.

## Testvértelepülések
- Weingarten
- Dole
- Nonantola

## Népesség
A település lakosságának változását az alábbi diagram mutatja:
| Lakosok száma | 923  | 3235 | 6728 | 7717 | 14 344 | 20 294 | 23 301 | 23 543 | 23 904 | 24 677 |
|               | 1717 | 1887 | 1936 | 1960 | 1986   | 2004   | 2009   | 2014   | 2019   | 2024   |